# 北村尚志 あの日みつけたもの
『北村尚志 あの日みつけたもの』（きたむらなおし あのひみつけたもの）は、2019年4月7日から2020年3月29日までRKB毎日放送（RKBラジオ）で放送されていた音楽番組。

## 概要
シンガーソングライターや音楽プロデューサーとして活躍する北村による、「あの頃よく聴いていた曲」や「よくラジオで流れていた曲」などを思い出のエピソードとともに送る番組。

## 放送時間
- 日曜日 22:30 - 23:00（JST。2019年4月7日 - 2020年3月29日）

## パーソナリティ
- 北村尚志